# ترتيب اليويفا لاحترام اللعب النظيف
تصنيف اليويفا للعب النظيف (بالإنجليزية: UEFA Respect Fair Play ranking)‏ هو تصنيف يُستَخدَم من قبل الاتحاد الأوروبي لكرة القدم منذ 1995 لمنح ثلاثة بطاقات للمشاركة في جولة التصفيات الأولى من دوري أوروبا.
حيث يعتمد يويفا في إعداد التصنيف على تحديد اللعب الإيجابي، واحترام الخصم والحكم، وسلوك الجماهير والمسؤولين، بالإضافة إلى عدد البطاقات الصفراء والحمراء التي يحصل عليها اللاعبون.